# Бунарджик
 Тази статия е за тепето в Пловдив.  За селото в Република Македония вижте Бунарджик (община Белимбегово).  
Вижте пояснителната страница за други значения на Хълм на освободителите.
Бунарджик (или Бунарджика) е второто по височина от шестте тепета на българския град Пловдив. Намира се на запад от централната част на града. Официалното му име Хълм на освободителите се използва рядко. Хълмът е също популярен като Альоша.
Произходът на наименованието Бунарджика е от османската дума бунар (кладенец), заради многобройните водоизточници. Друго негово наименование, използвано за кратко, е Сталин.

## История
В римско време е известен като „Хълма на Херкулес“ и там е имало голяма статуя на митичния герой. 
Римският акведукт, по който в античните времена Филипопол се е снабдявал с питейна вода от Марково, e опасвал склоновете на Младежкия хълм и Бунарджика. От тях водата се е подавала до Сахат тепе и Небет тепе.
През 1881 г. е издигнат Руският паметник. Тогава е извършено и първото регистрирано залесяване на хълма. През 1901 г. е построен и първият ресторант на открито, известен с името на хълма. През 1908 г. кметът на града Христо Г. Данов отказва на княз Фердинанд терен на Бунарджика за построяване на дворец.
В подножието на тепето се е намирал и главният резервоар на водите в града. В средата на 30-те години по предложение на кмета Божидар Здравков хълмът е преименуван на Хълм на освободителите.
През 50-те години на ХХ век за кратко време хълмът се е наричал „Сталин“. През 1954 г. на върха на хълма е издигнат 15 метров паметник на Съветската армия, известен като „Альоша“. По-късно е построен и Летният театър в подножието на хълма. С посещението на Юрий Гагарин през 1961 г. в града се поставя началото на алеята на космонавтите недалече от Альоша.
Хълмът е обявен за природна забележителност Хълм на освободителите на 12 януари 1996 г.

## Паметници
На хълма и в основите му се намират
- Паметник на Васил Левски
- Паметник на Александър II и загиналите в Руско-турската освободителна война
- Паметник на Съветската армия (Альоша)

## Разни
На хълма има добре изградена инфраструктура. В основите на хълма се намират
- Летният театър
- Националната търговска гимназия
- ПГ по вътрешна архитектура и дървообработване
- Църква „Свети апостоли Петър и Павел“

## Галерия
- Руският паметник
- Алеята на космонавтите
- Ресторант Бунарджик